# Ferencz Orsolya (űrkutató)
Ferencz Orsolya (Budapest, 1970. szeptember 30. –) magyar villamosmérnök, űrkutató, politikus, miniszteri biztos az ötödik Orbán-kormányban.

## Életpályája
Gyermekként megpróbálkozott a színészettel is. A Budapesti Műszaki Egyetem Villamosmérnöki és Informatikai kar Híradástechnika szakán végzett villamosmérnökként 1993-ban, 1996-ban doktorált. PhD-fokozatát 2000-ben szerezte meg a magaslégköri elektromágneses hullámterjedés témakörében. Az Eötvös Loránd Tudományegyetem Földrajz- és Földtudományi Intézet Geofizikai és Űrtudományi Tanszék Űrkutató Csoportjának tudományos főmunkatársa. Budapest VIII. kerületben a Fidesz–KDNP képviselője. 2018-tól űrkutatásért felelős miniszteri biztos. Rendszeresen szerepel politikai elemző és vitaműsorokban.

## Családja
Apja Ferencz Csaba (1941–) mérnök, űrkutató, aki Simonyi Károly tanítványa majd munkatársa, az Interkozmosz program egyik tudományos irányítója, Antall József miniszterelnök nemzetbiztonsági tanácsadója volt.
Négy gyermek édesanyja.

## Filmjei
- Csupajóvár (1980)
- Gazdag szegények (1980)
- Tündér Lala (1981)